# Anosiodes hybrida
Anosiodes hybrida är en fjärilsart som beskrevs av W. Warren 1903. Anosiodes hybrida ingår i släktet Anosiodes och familjen mätare. Inga underarter finns listade i Catalogue of Life.